# Largo Zumbi dos Palmares

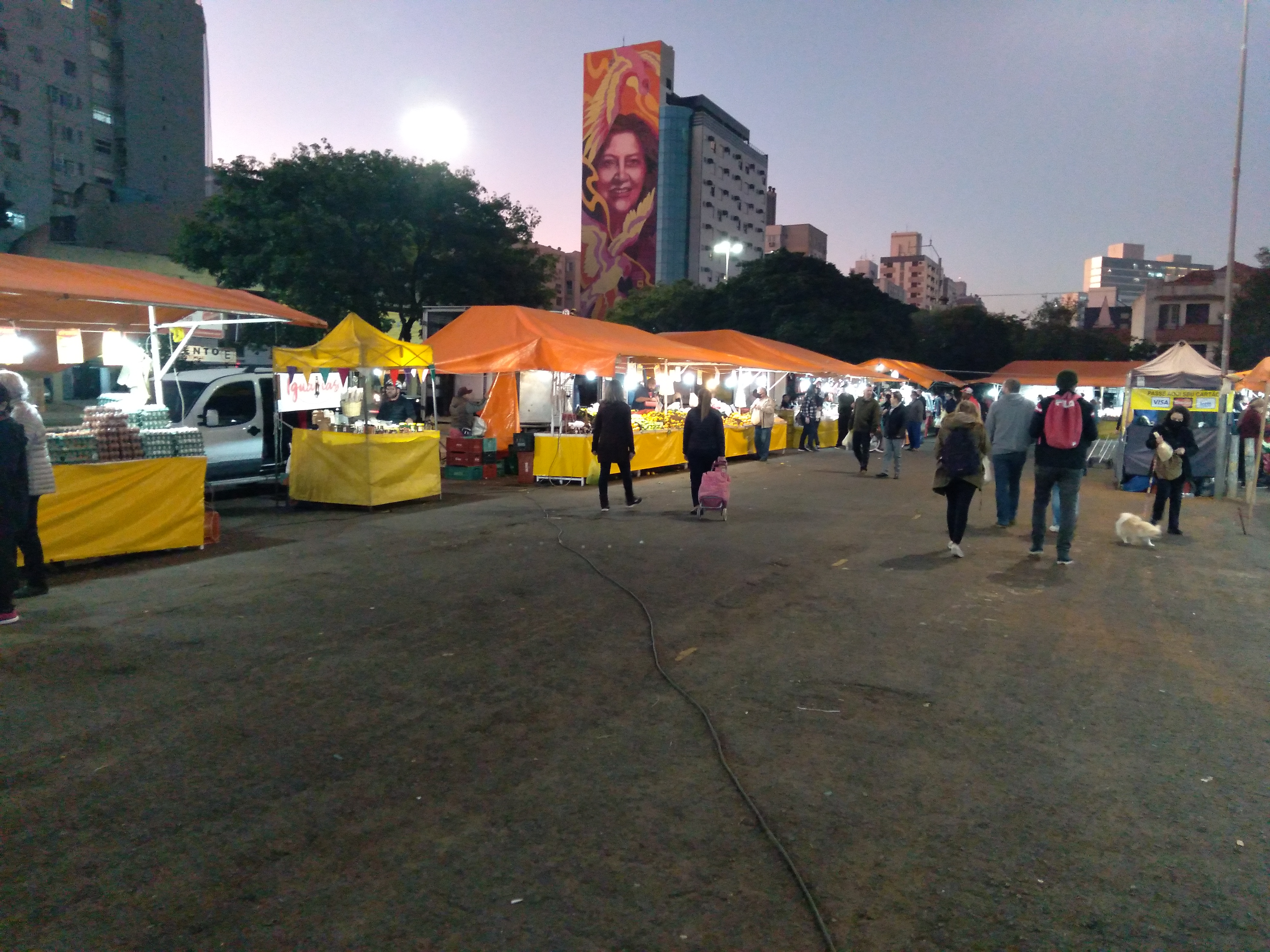
Feira no Largo Zumbi dos Palmares

O Largo Zumbi dos Palmares, também conhecido como Largo da Epatur, é um logradouro da cidade de Porto Alegre, capital do estado do Rio Grande do Sul. Localiza-se no bairro Cidade Baixa, na interseção de quatro vias do bairro: Travessa do Carmo (a sudeste), Rua João Alfredo (a sudoeste), Rua José do Patrocínio (a nordeste) e a Avenida Loureiro da Silva (a noroeste). A Avenida Loureiro da Silva (ou Primeira Perimetral), surgiu na década de 1970, sobre o leito da Rua Avai, hoje bastante reduzida em relação ao seu tamanho original. Sendo a mais recente, é a via que, efetivamente, dá ao largo o formato que tem atualmente.
Devido à presença da sede da antiga Empresa Porto-alegrense de Turismo (EPATUR), o largo recebeu a denominação de Largo da Epatur, até que a Lei 9035/02 denominou oficialmente o espaço como Largo Zumbi dos Palmares, em homenagem a Zumbi dos Palmares e em função da tradicional presença afro-brasileira no bairro antes do século XIX. A região, conhecida como Emboscada, era coberta por denso matagal, onde os escravos fugidos escondiam-se dos perseguidores e organizavam emboscadas.
O Largo Zumbi dos Palmares, atualmente, constitui-se em espaço de convivência comunitária. É o local onde se realiza uma das maiores feiras livres do Rio Grande do Sul. Apesar de ser um espaço inóspito e sem grandes investimentos públicos, o largo, fora dos momentos de realização da feira, é ponto de encontro da comunidade, do passeio das famílias e da brincadeira das crianças, e também onde se realizam manifestações públicas, comícios em época de eleições, e a tradicional roda de capoeira das quintas-feiras [carece de fontes?].
No primeiro domingo de cada mês ocorre no Largo Zumbi dos Palmares um tradicional encontro de carros antigos do Clube Hot Rods - Amigos do Carro Antigo. Este encontro chega a concentrar cerca de 200 automóveis das mais variadas épocas.
Segundo a Associação Comunitária dos Moradores da Cidade Baixa, o largo constitui-se em um lugar cheio de memórias e significações.